# Biserica fortificată din Senereuș

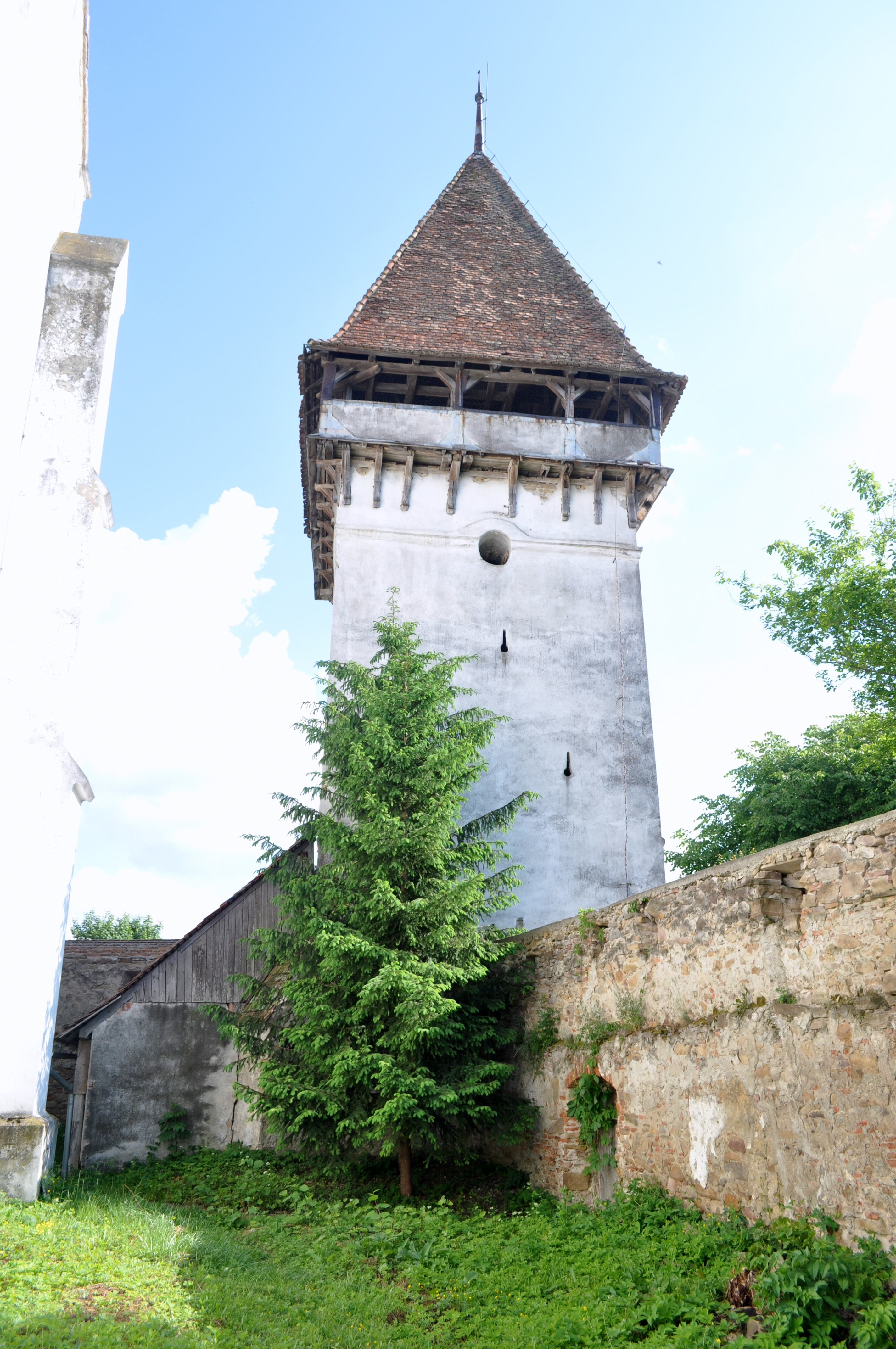
Turn cu drum de strajă pe console, cu balustradă de tip fachwerk

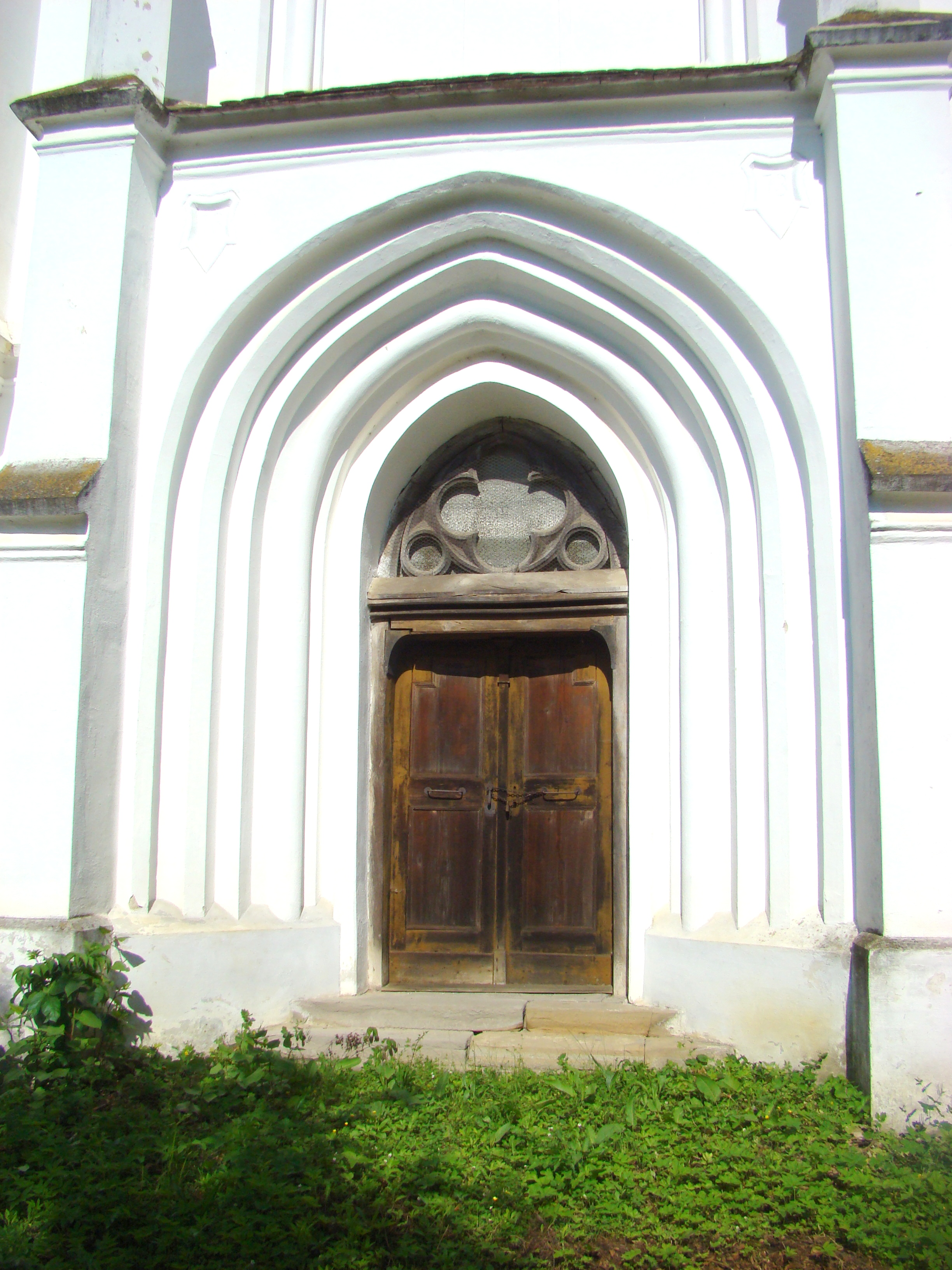
Portalul gotic în arc frânt

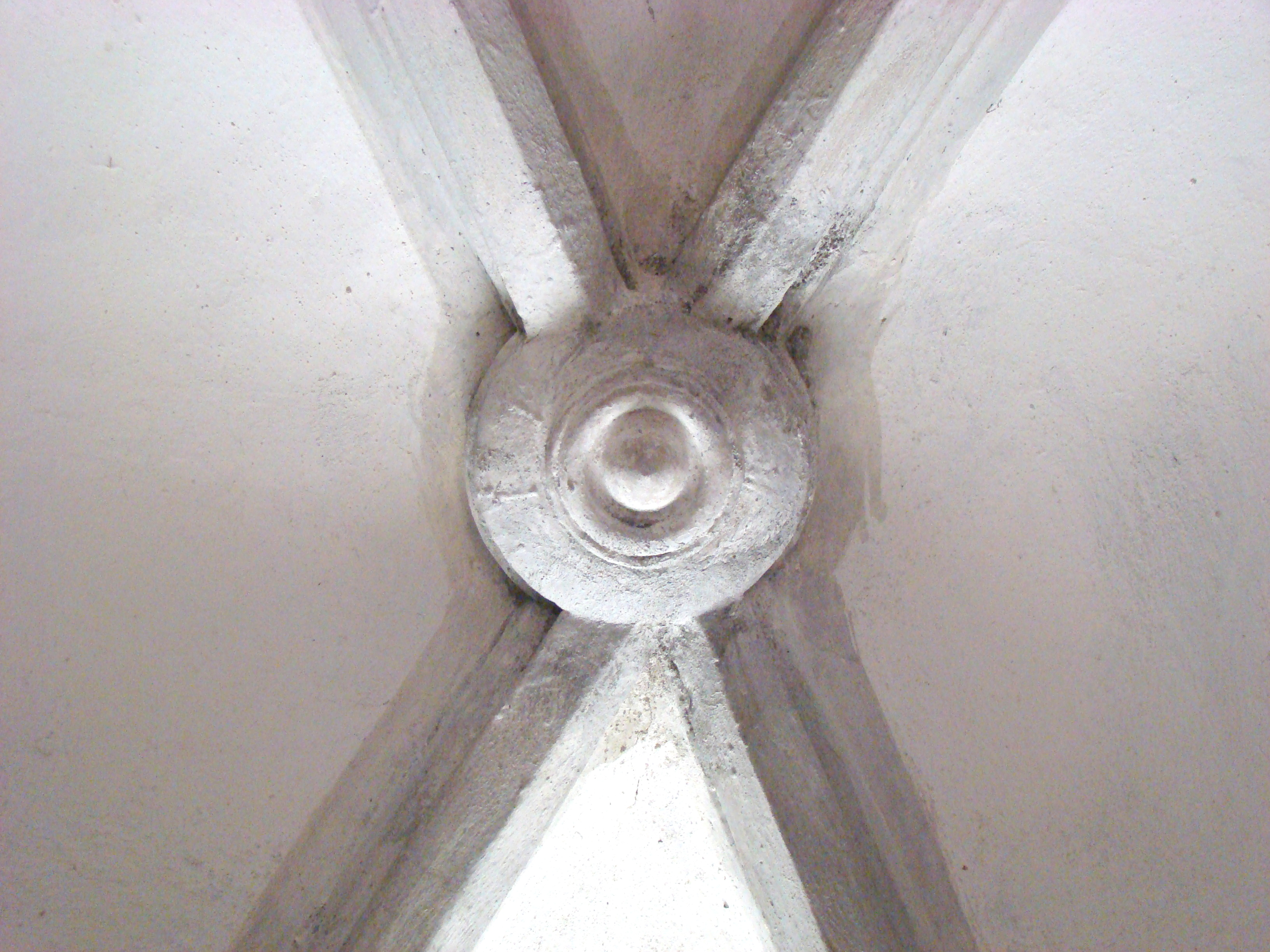
Cheie de boltă

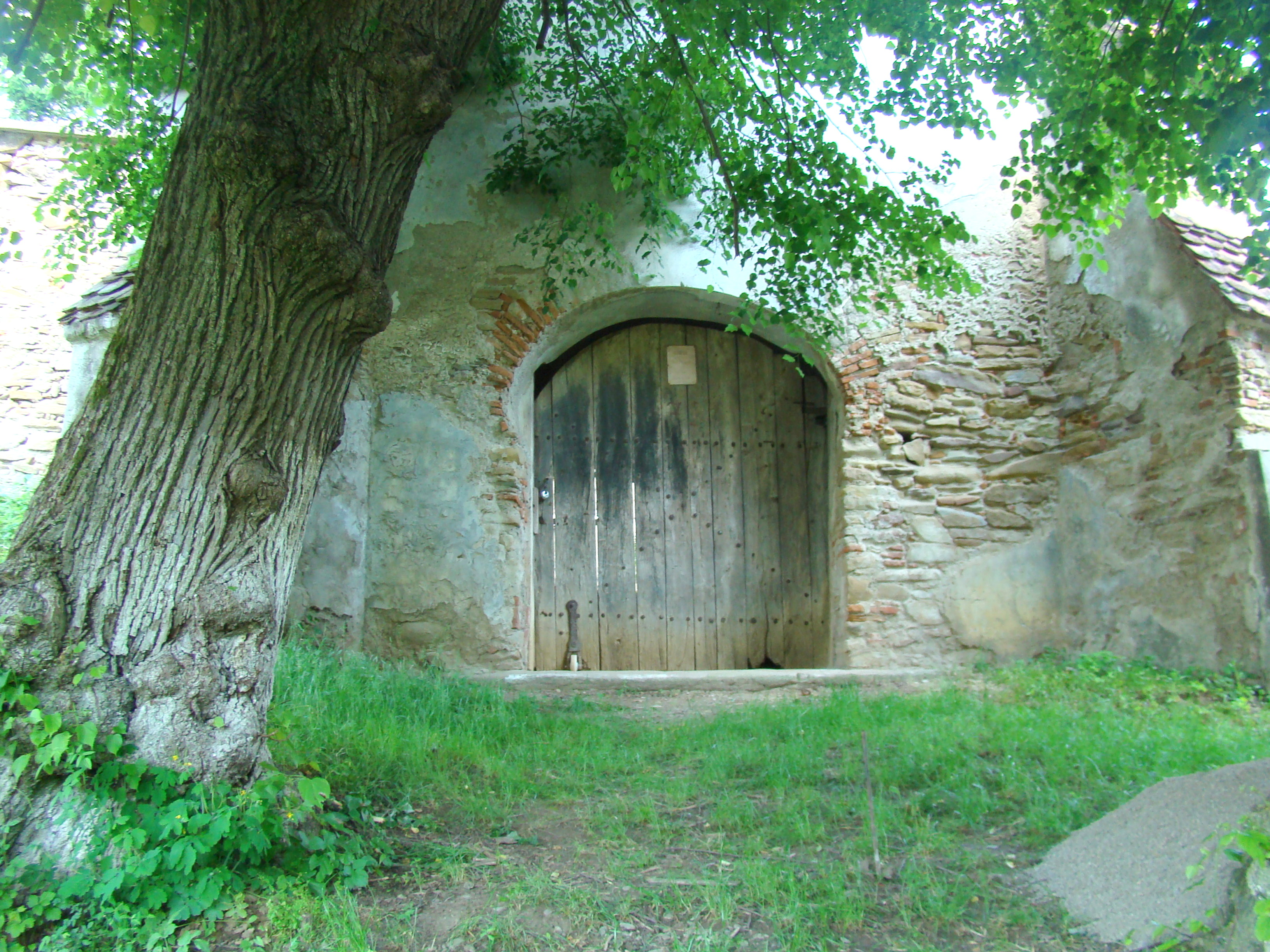
Poarta

Biserica evanghelică din Senereuș a fost construită între 1870-1873, dar turnul și incita fortificată datează din secolele XVI-XVIII.
Ansamblul este format din următoarele monumente:
- Biserica evanghelică (cod LMI MS-II-m-B-15803.01)
- Incinta fortificată, cu turnurile (cod LMI MS-II-m-B-15803.02)[1]

## Localitatea
Senereuș, mai demult Senarăuș (în dialectul săsesc Tsendersch, în germană Zendersch, Zendrisch, Senbersch, în maghiară Szénaverős) este un sat în comuna Bălăușeri din județul Mureș, Transilvania, România. Prima mențiune documentară a localității datează din anul 1430. Fostul sat de iobagi este situat într-o vale din partea de sud a bazinului Târnavei Mici, în amonte de Filitelnic.

## Biserica
În Evul Mediu, pe o colină din partea de est a satului, a fost ridicată o biserică sală având hramul Sfântul Mihail. Zidurile groase erau sprijinite de contraforturi. În anul 1870 vechea biserică a fost demolată. Într-un interval scurt de timp, până în 1873, a fost ridicată o biserică mai încăpătoare, în stil neogotic.
Sala încăpătoare este acoperită de bolți masive care se sprijină pe arce dublouri. Întreg interiorul (altarul, amvonul, balcoanele și stranele) este de factură neogotică. Din biserica medievală se păstrează turnul clopotniță, două turnuri ale incintei fortificate, în partea de nord și în cea de sud, ca și o parte a zidului de incintă. Pe una din ușile porții turnului clopotniță este inscripționat anul 1568.

## Vezi și
- Senereuș, Mureș

## Imagini

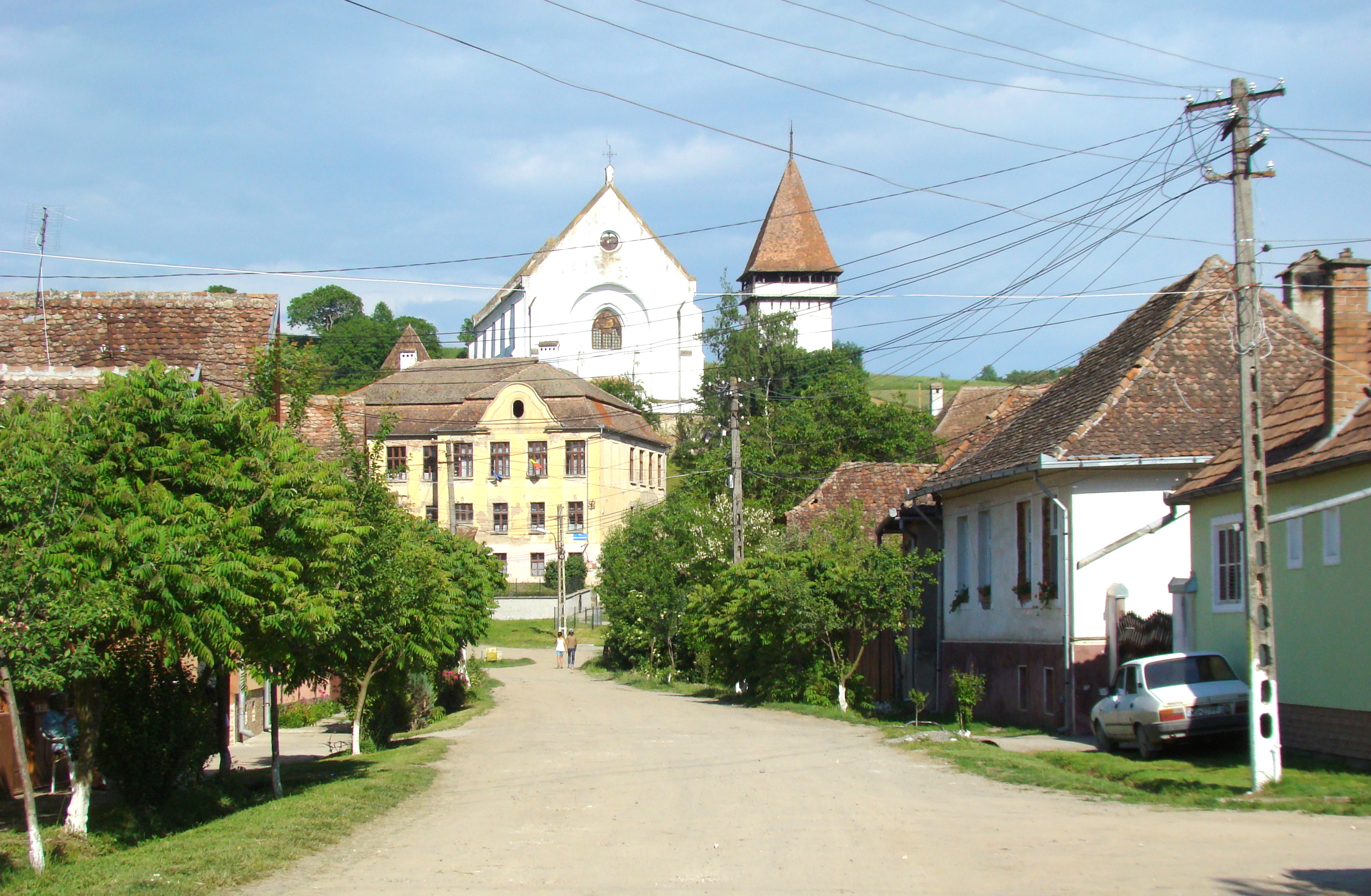
Biserica din depărtare
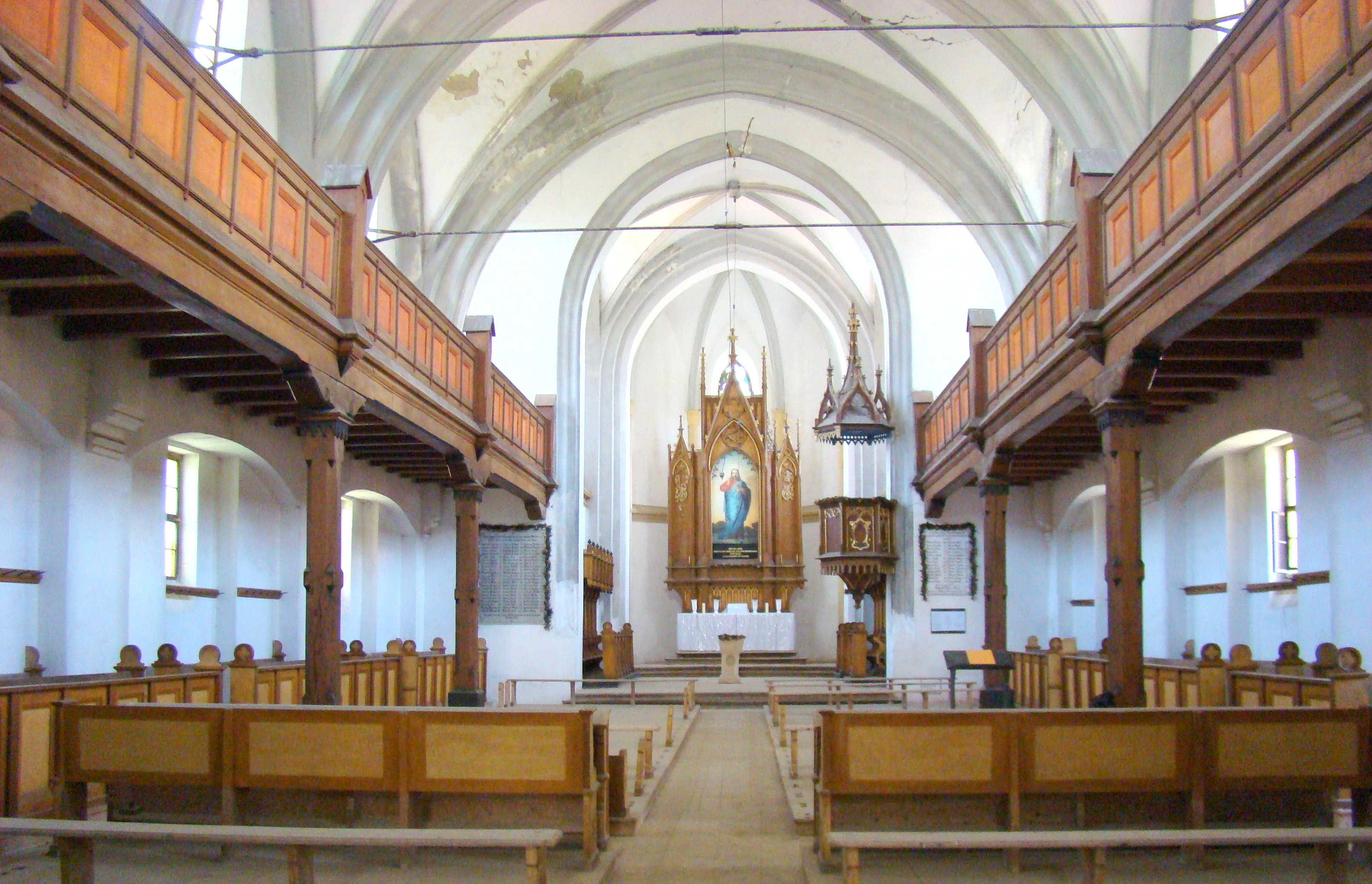
Nava spre altar
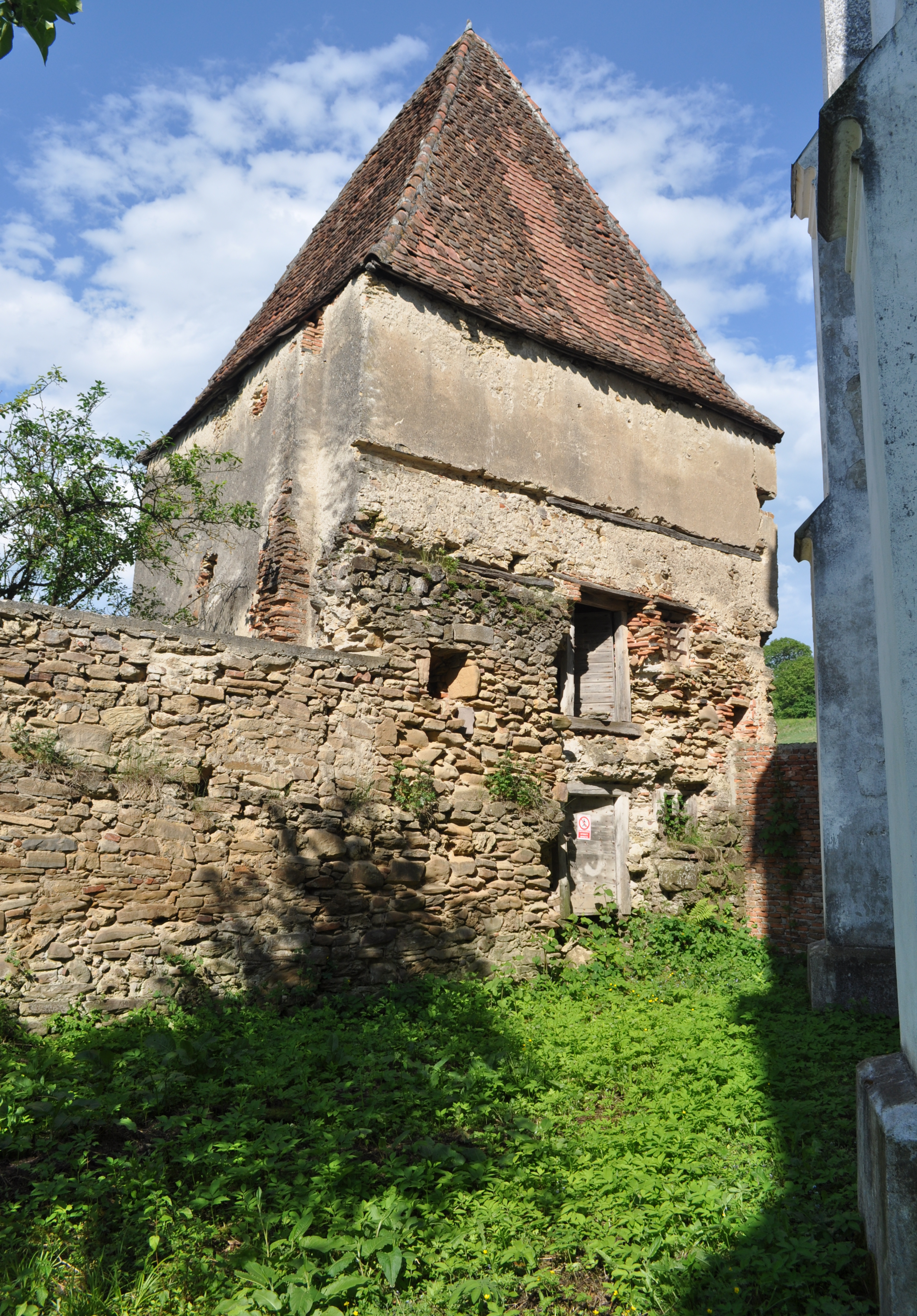
O parte din fortificaţia medievală
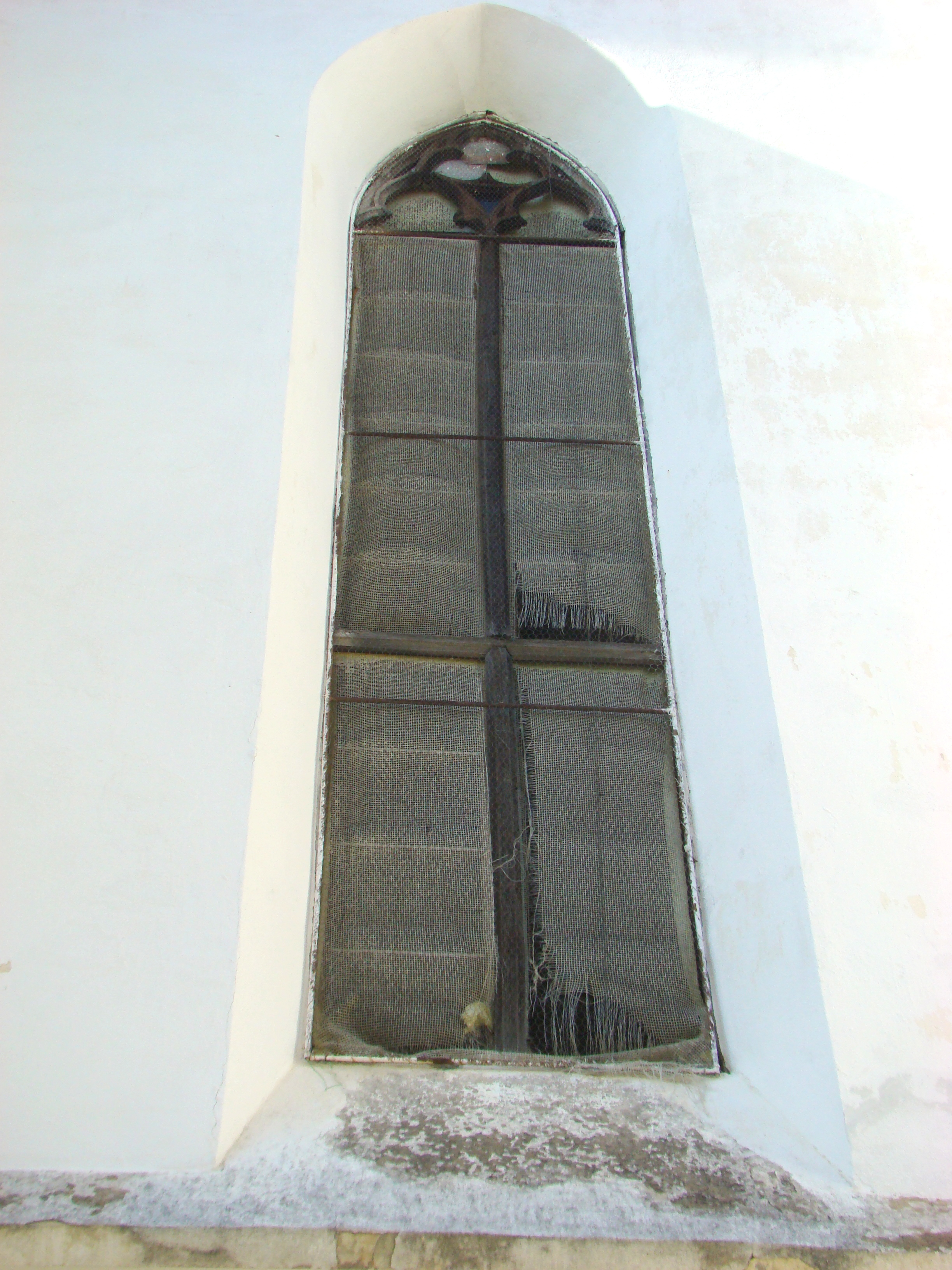
Fereastră
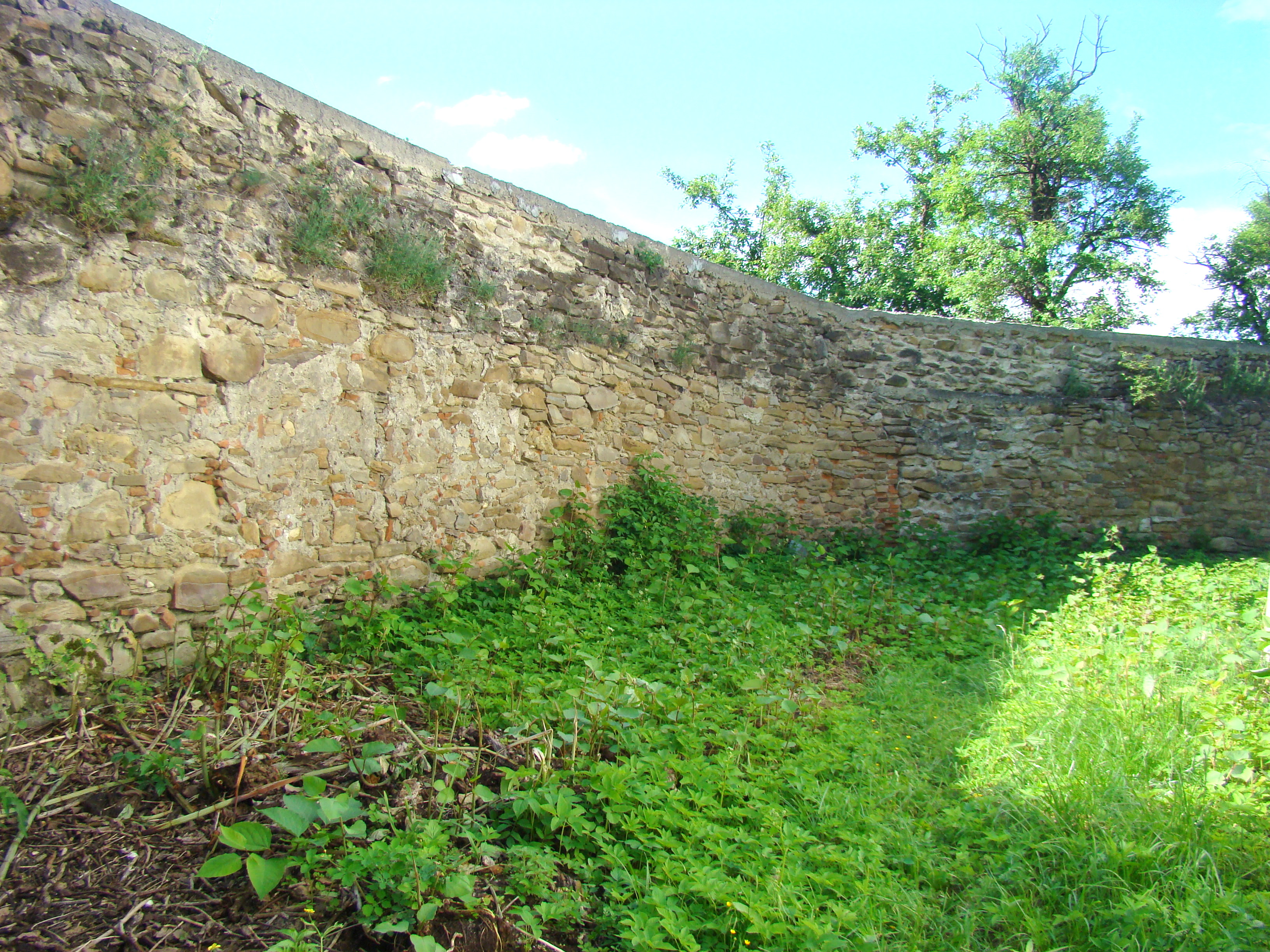
Zidul de incintă
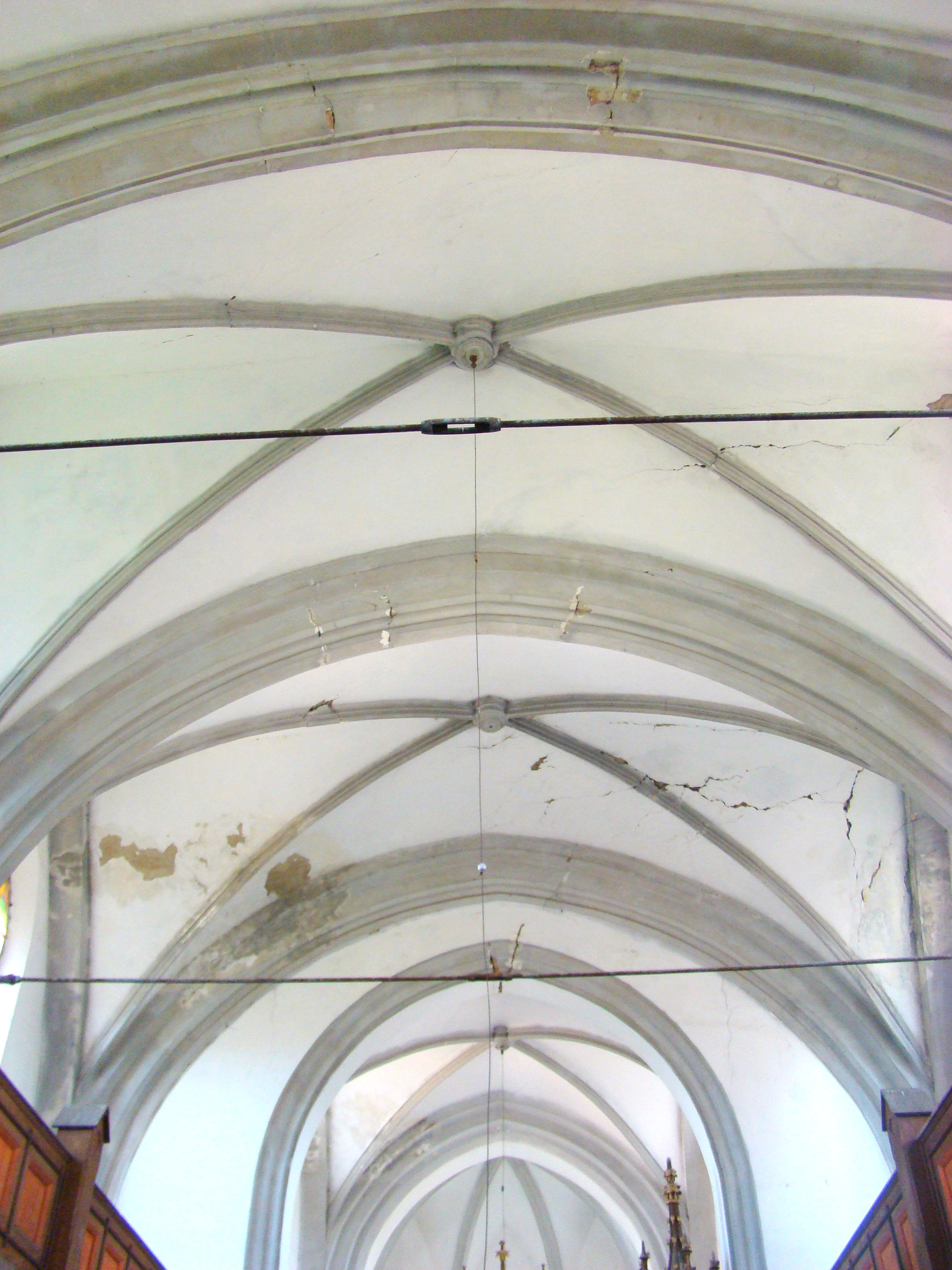
Bolțile masive care se sprijină pe arce dublouri
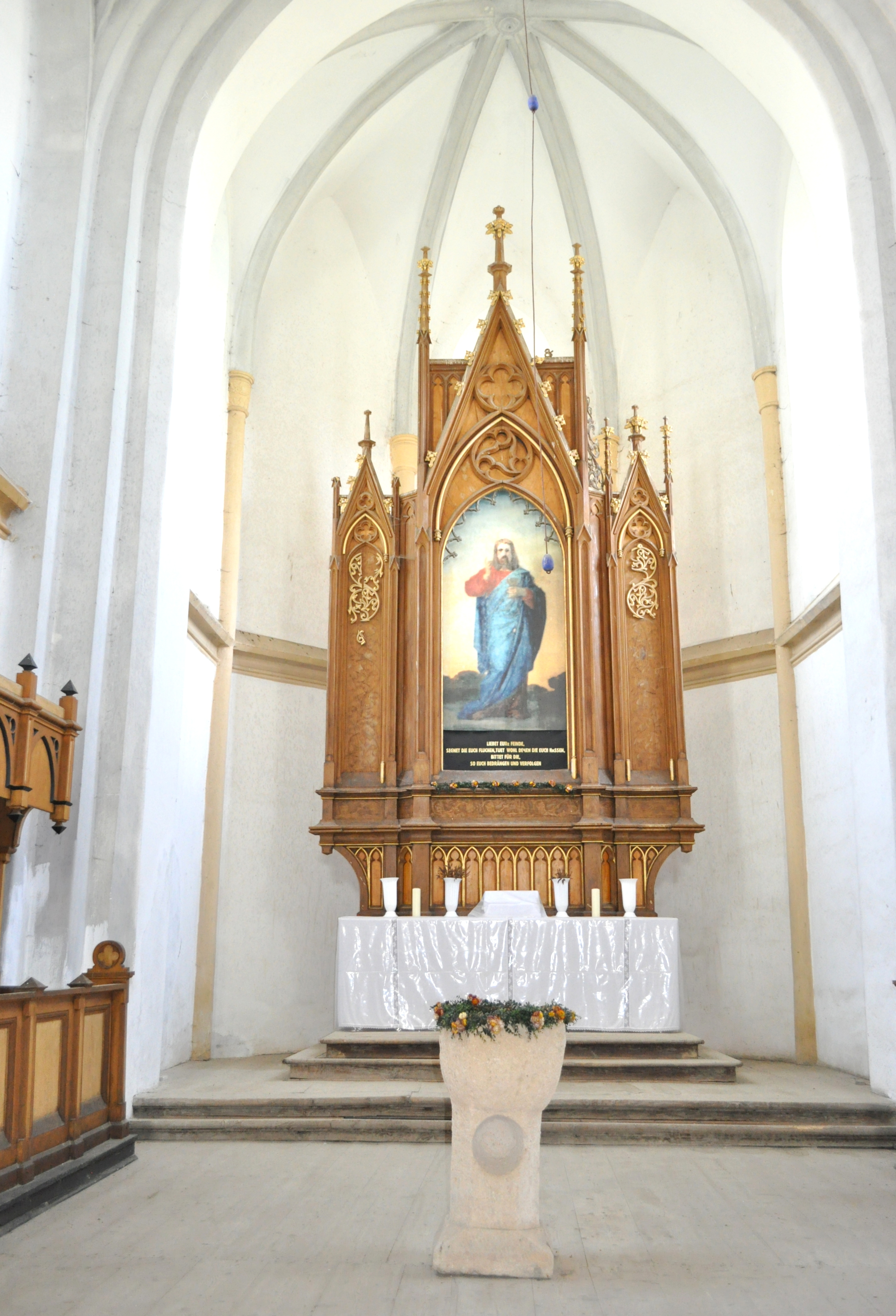
Altarul
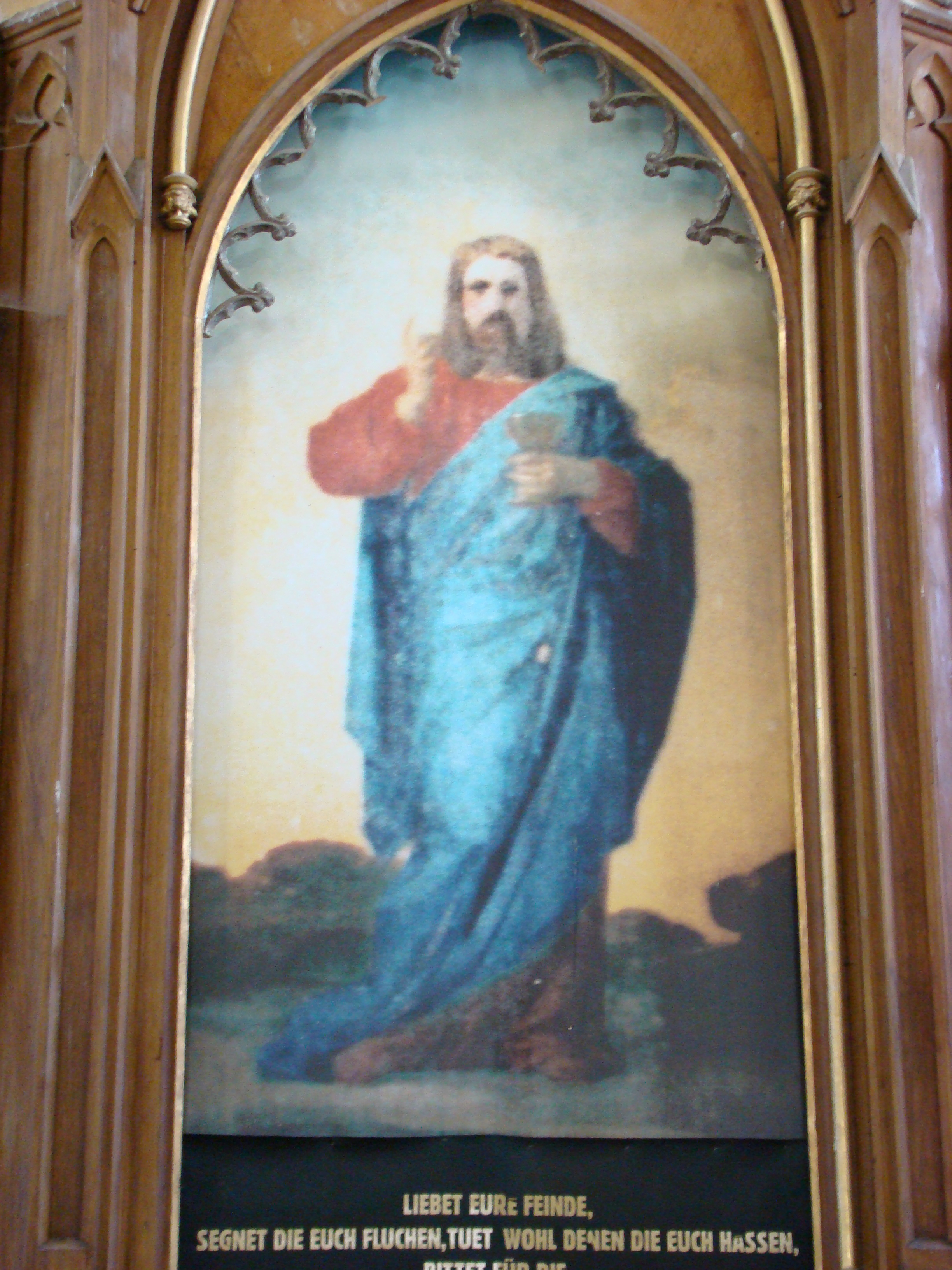
Tabloul altarului
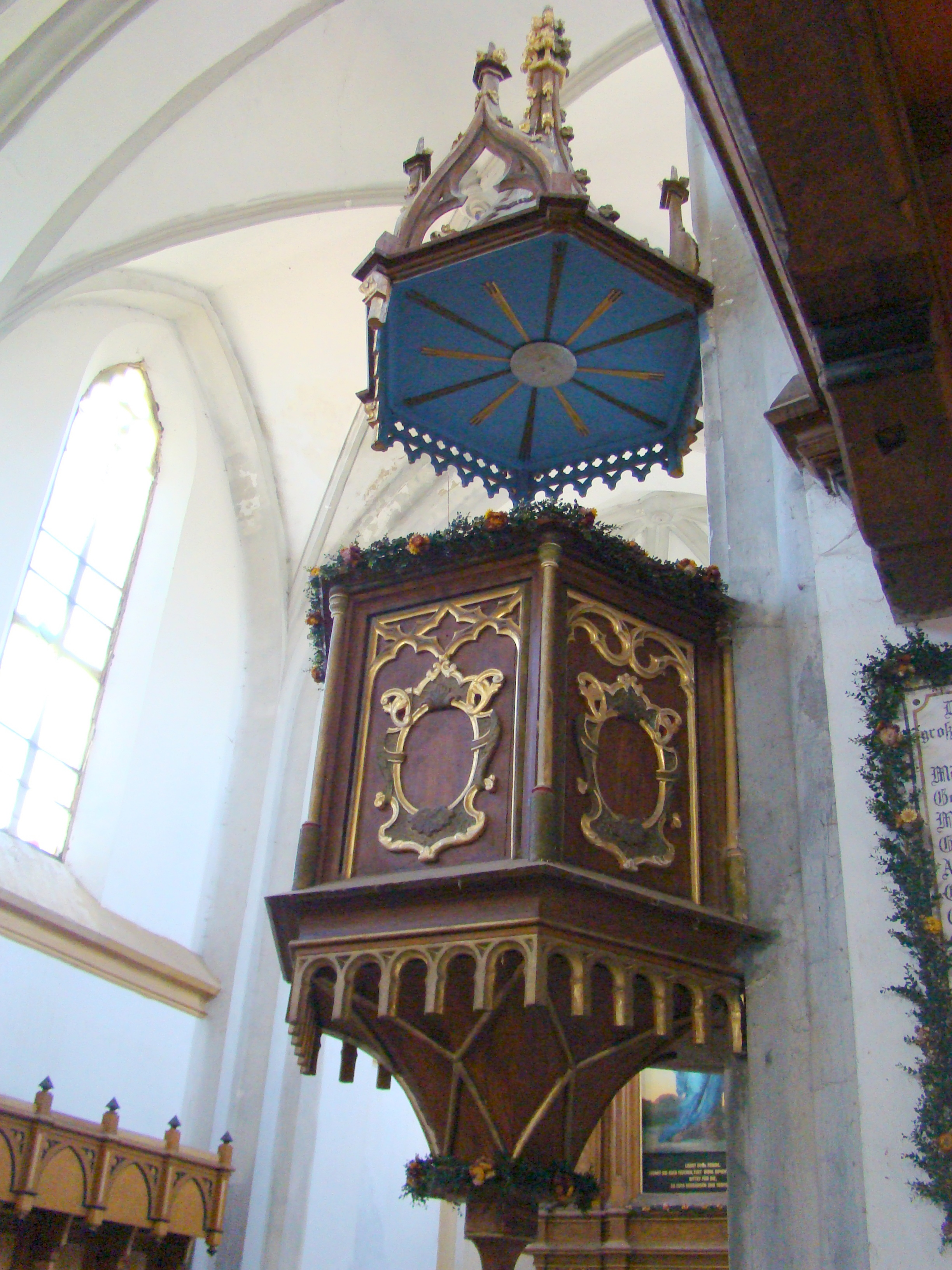
Amvonul
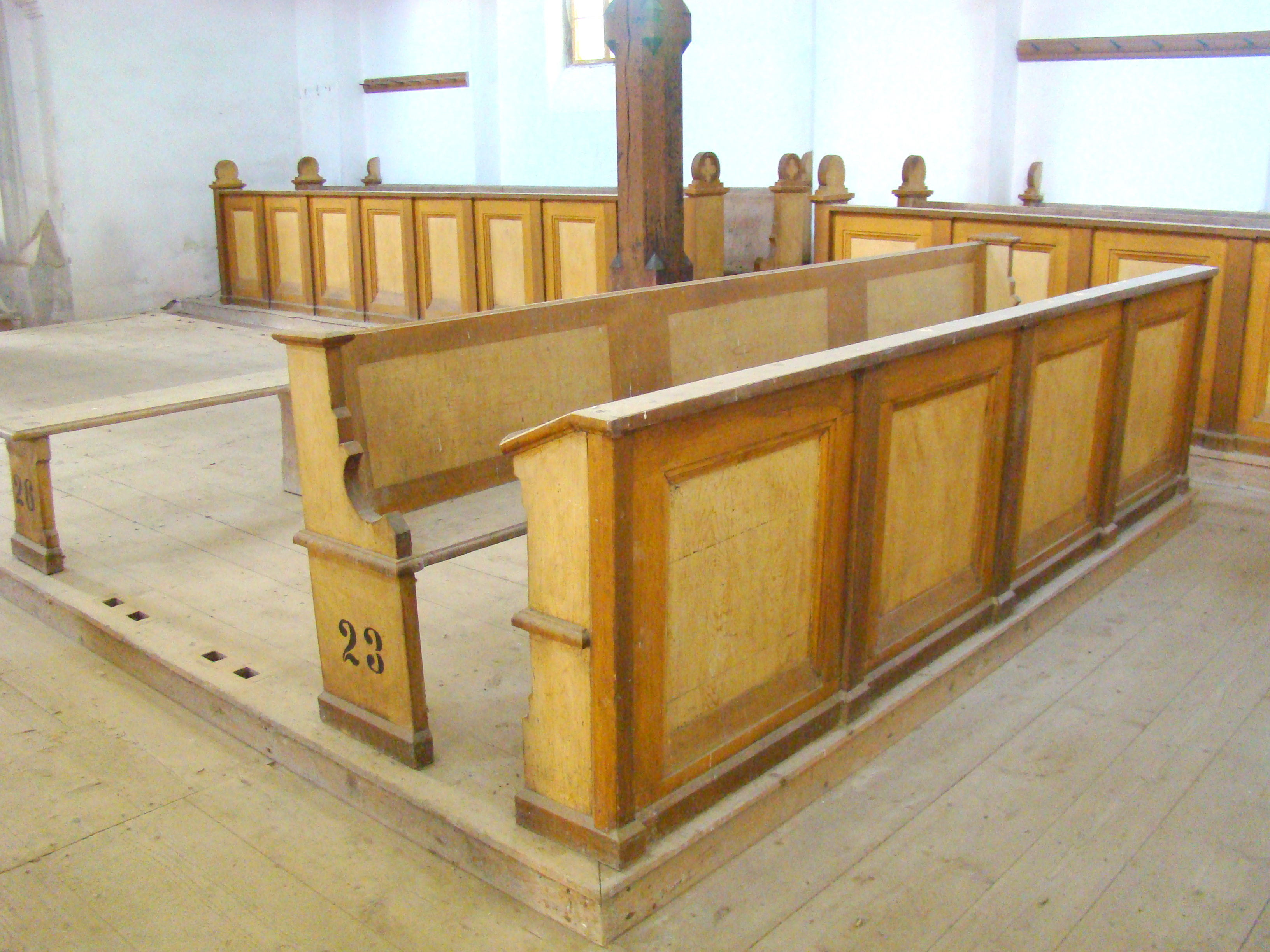
Strane
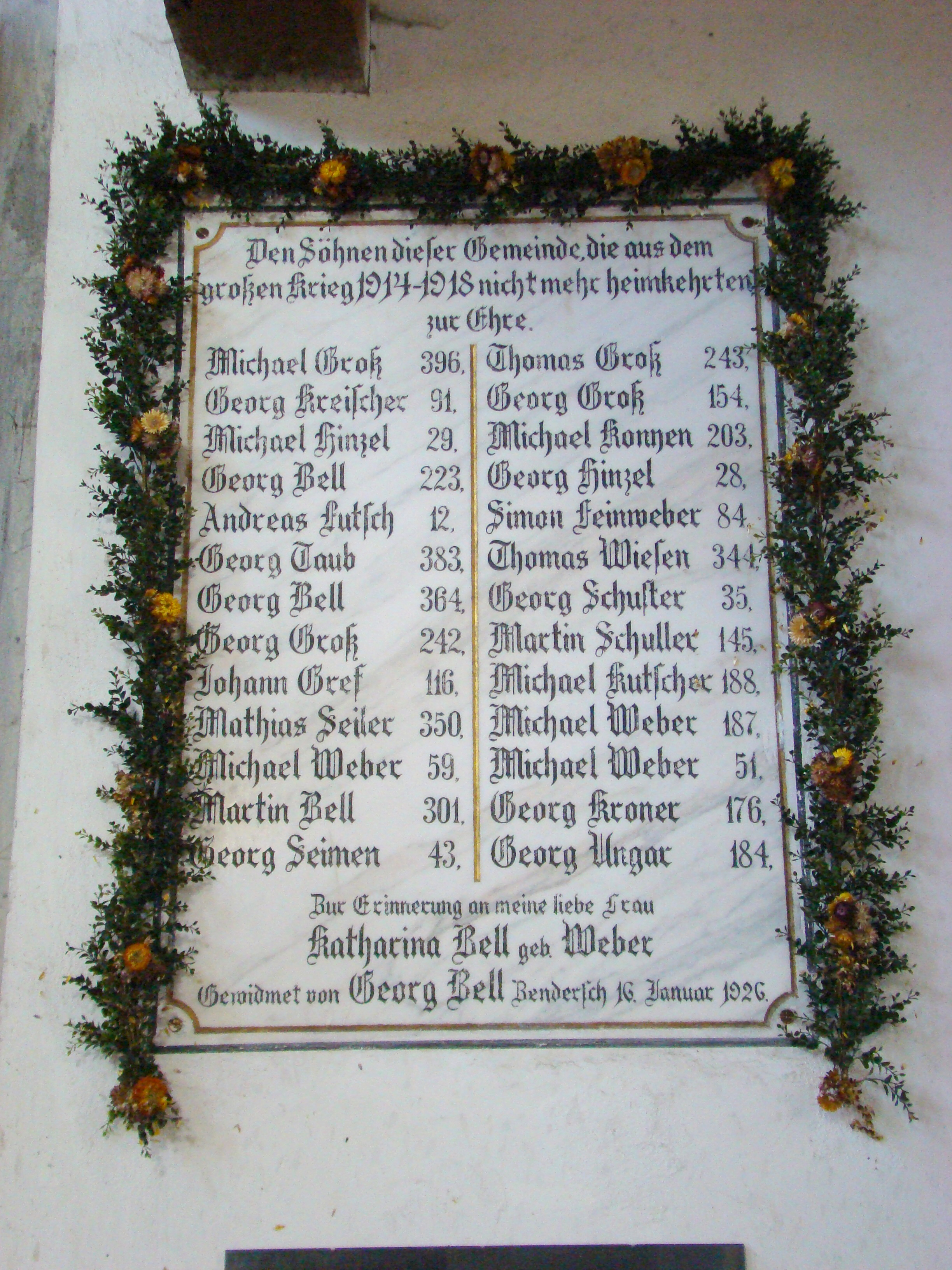
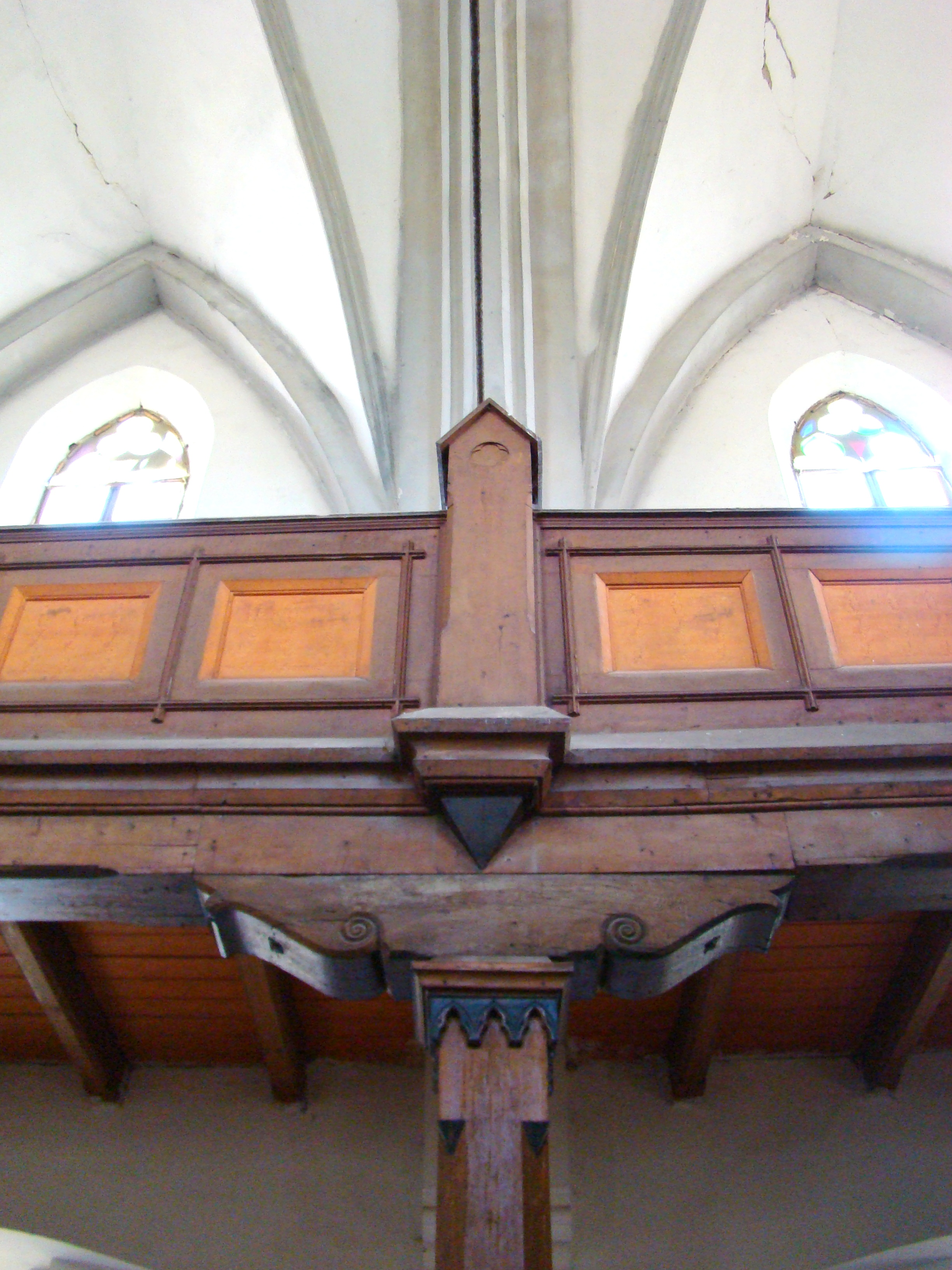
Balcon (detaliu)
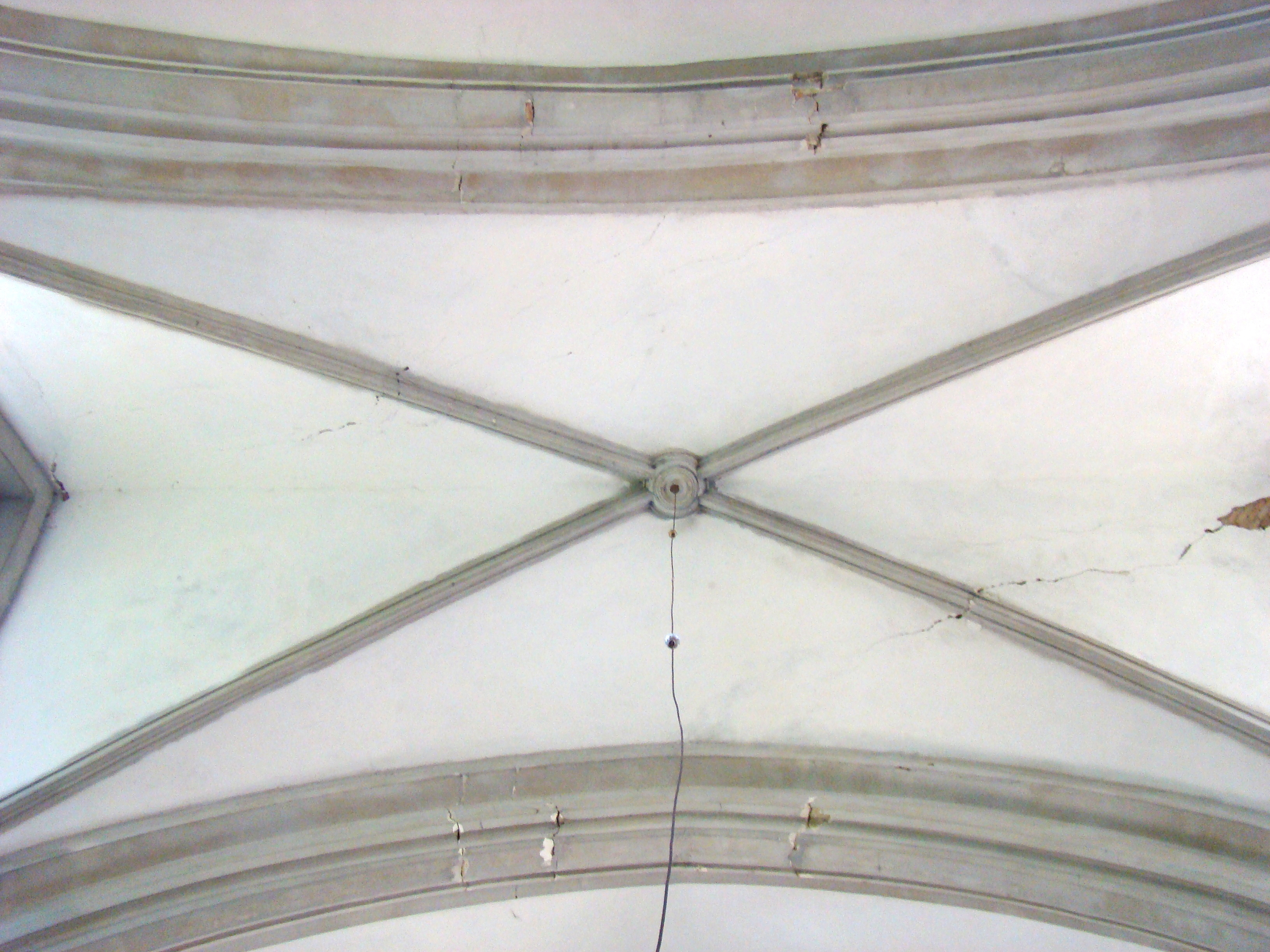
Cheie de boltă
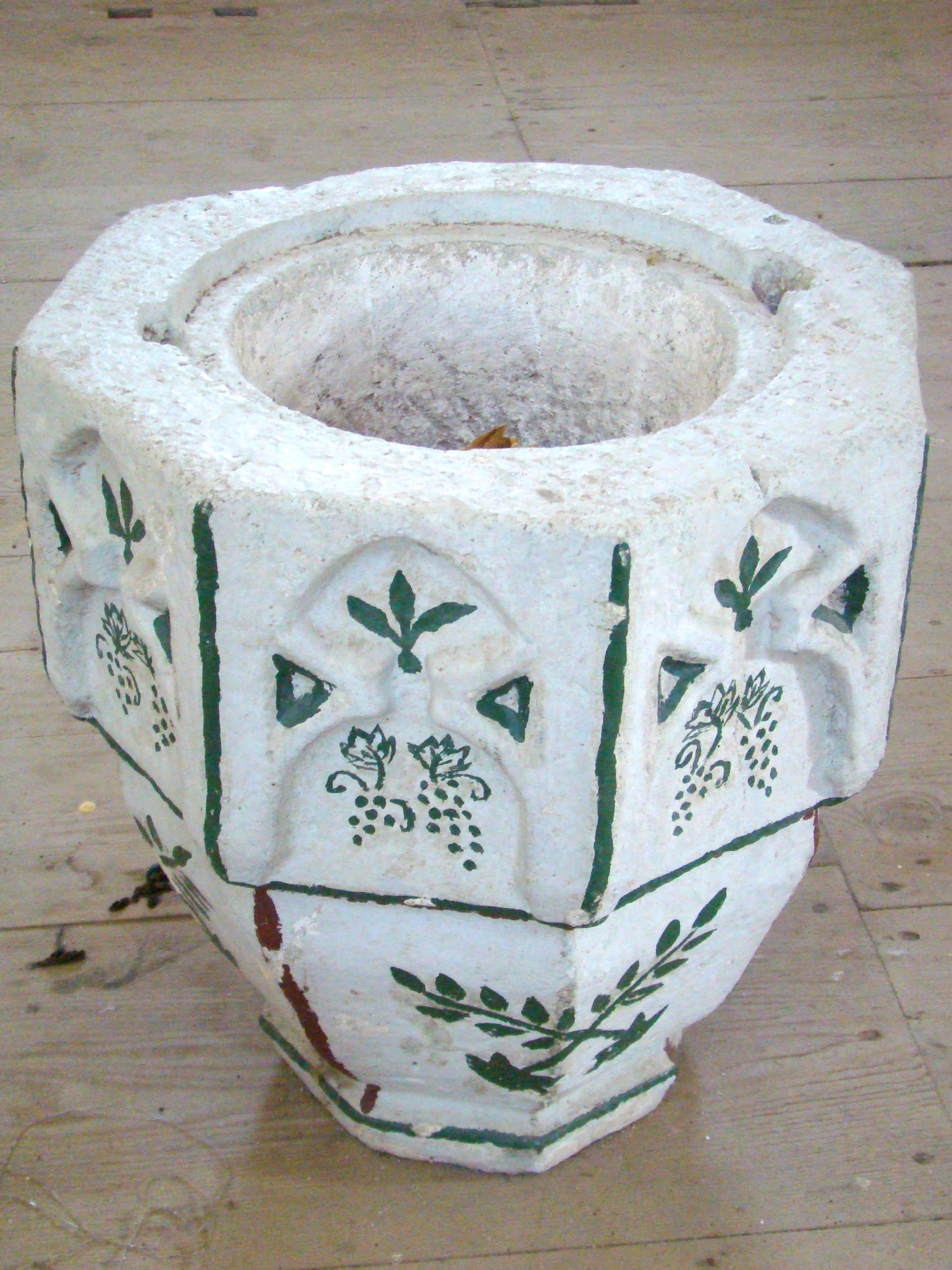
Cristelniță
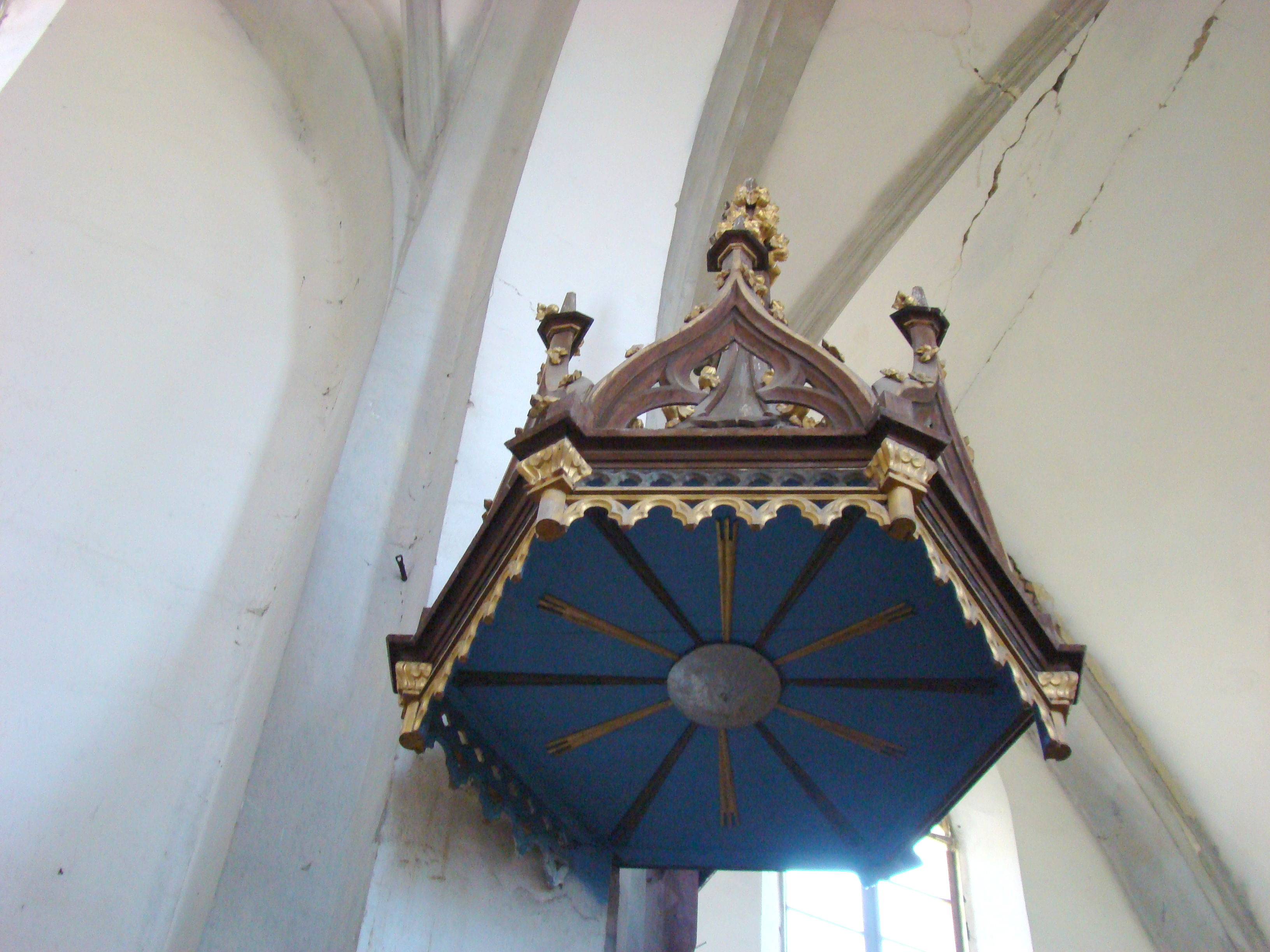
Coroana amvonului
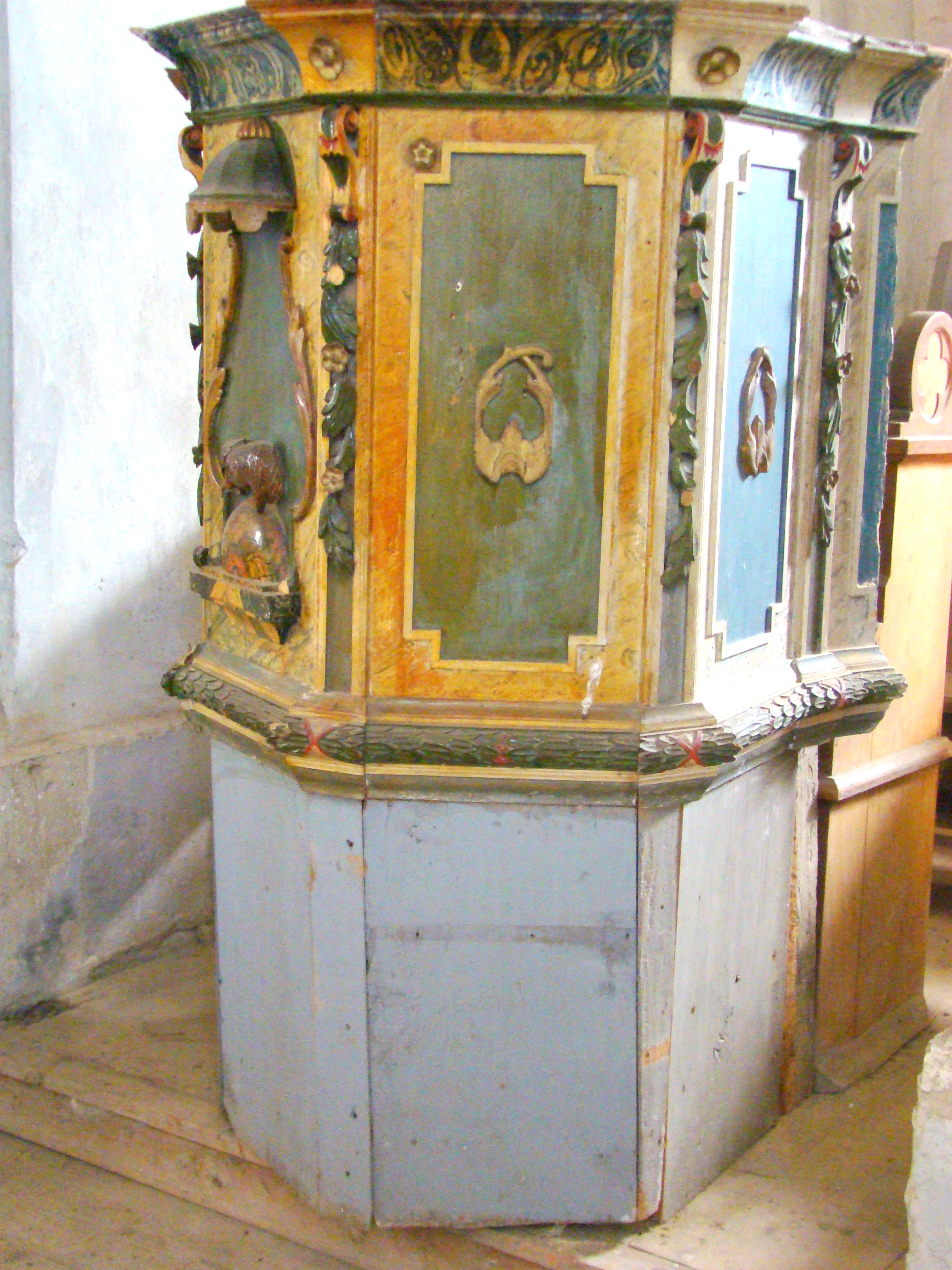
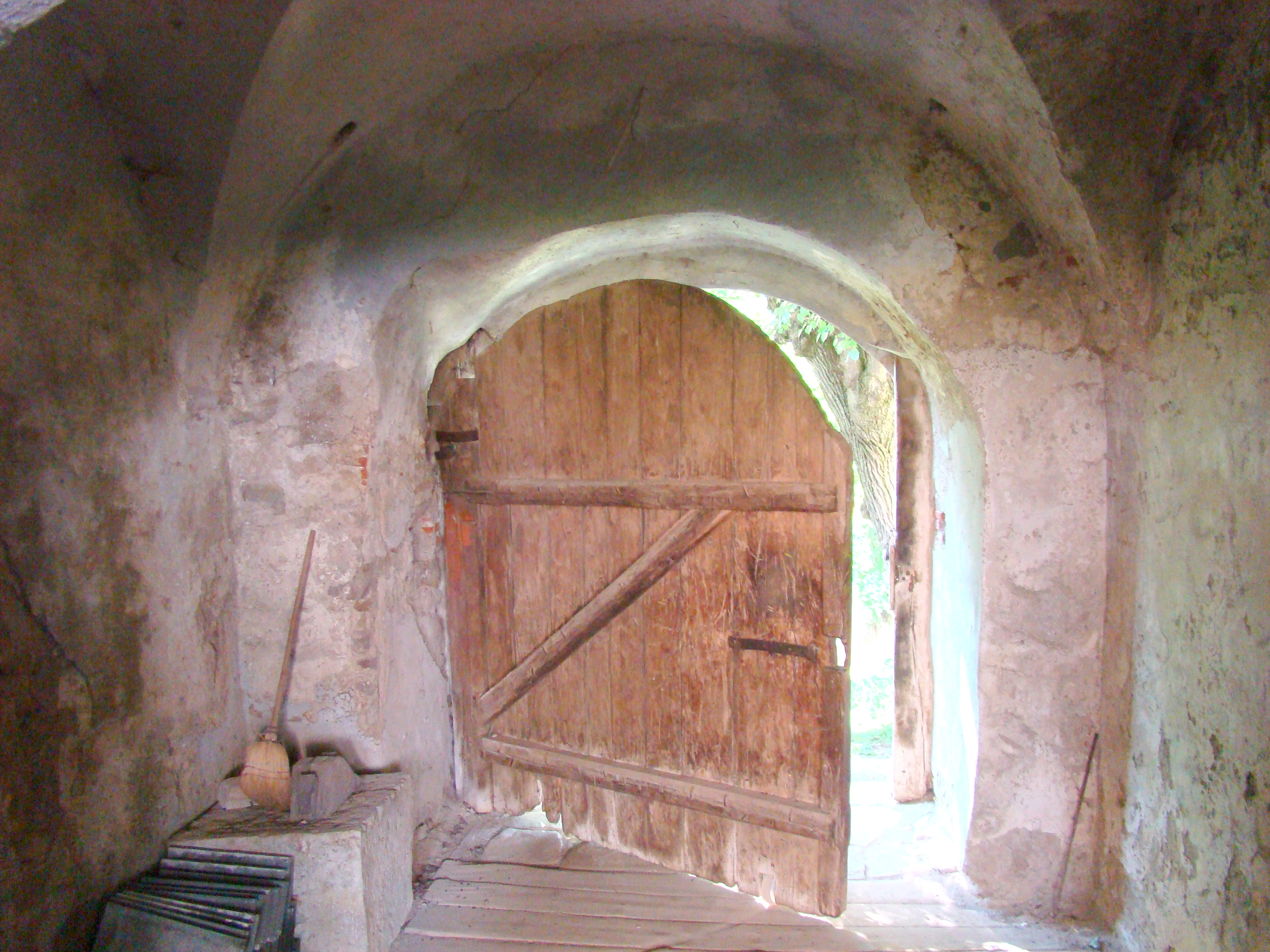
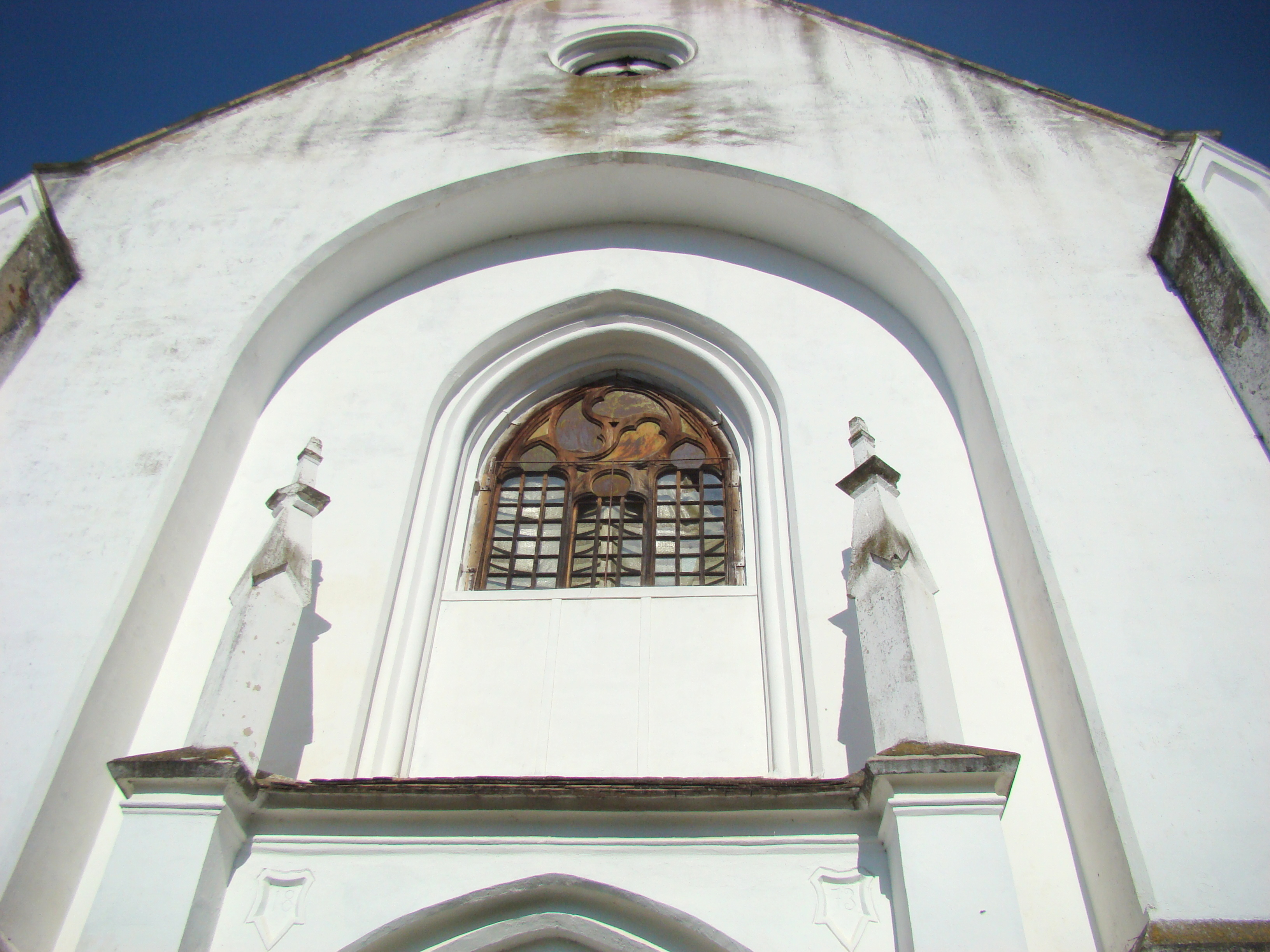
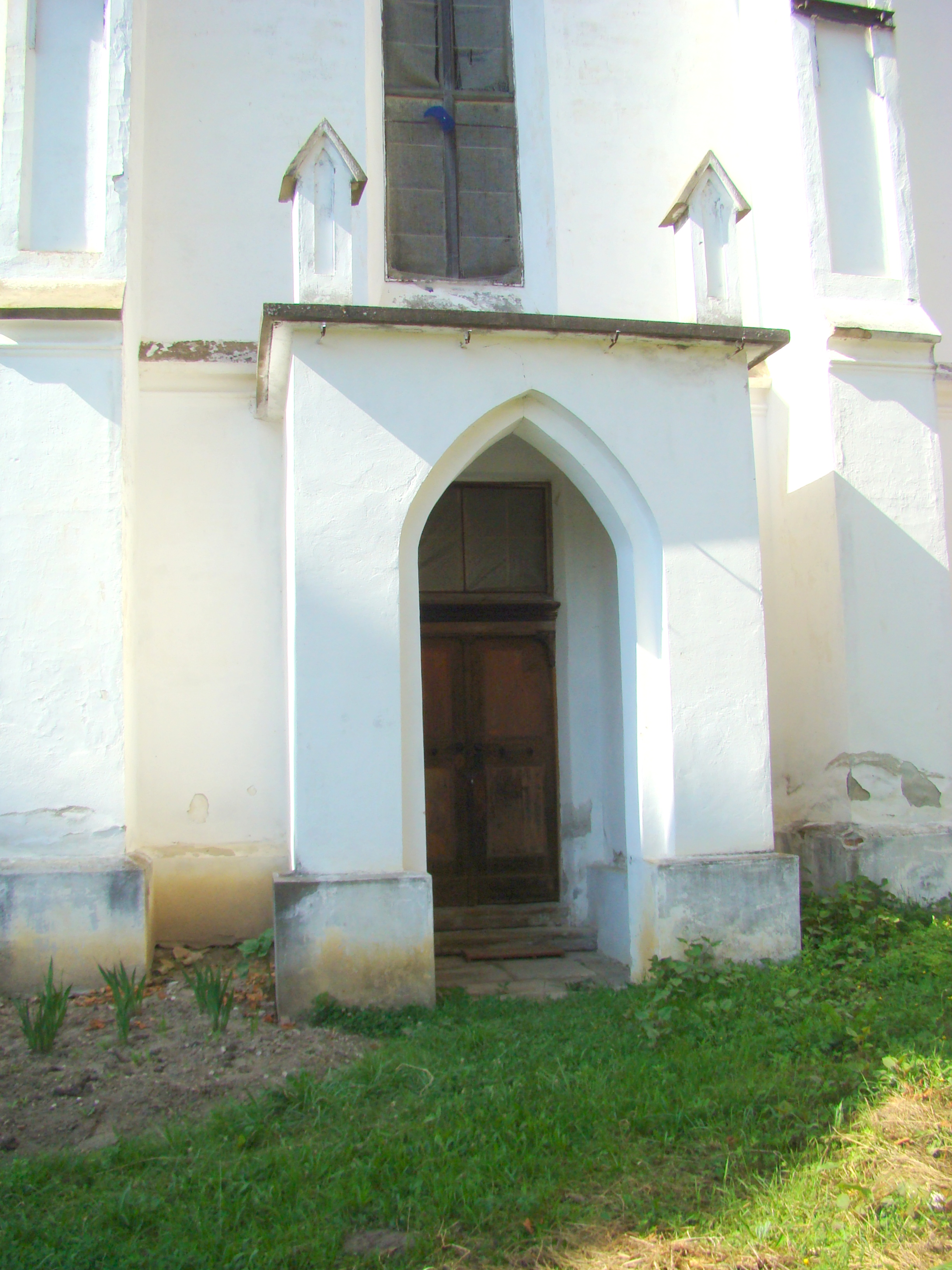
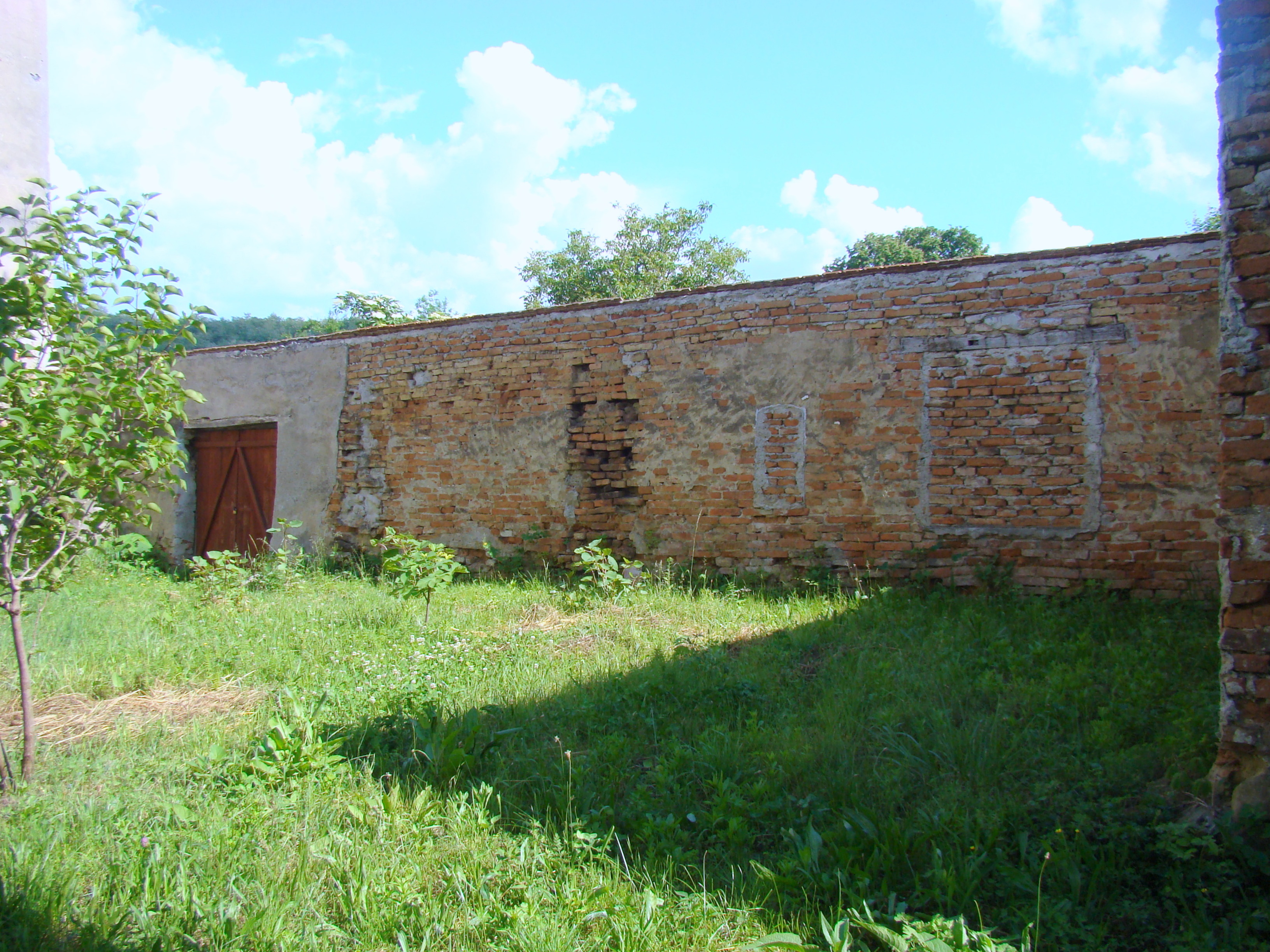
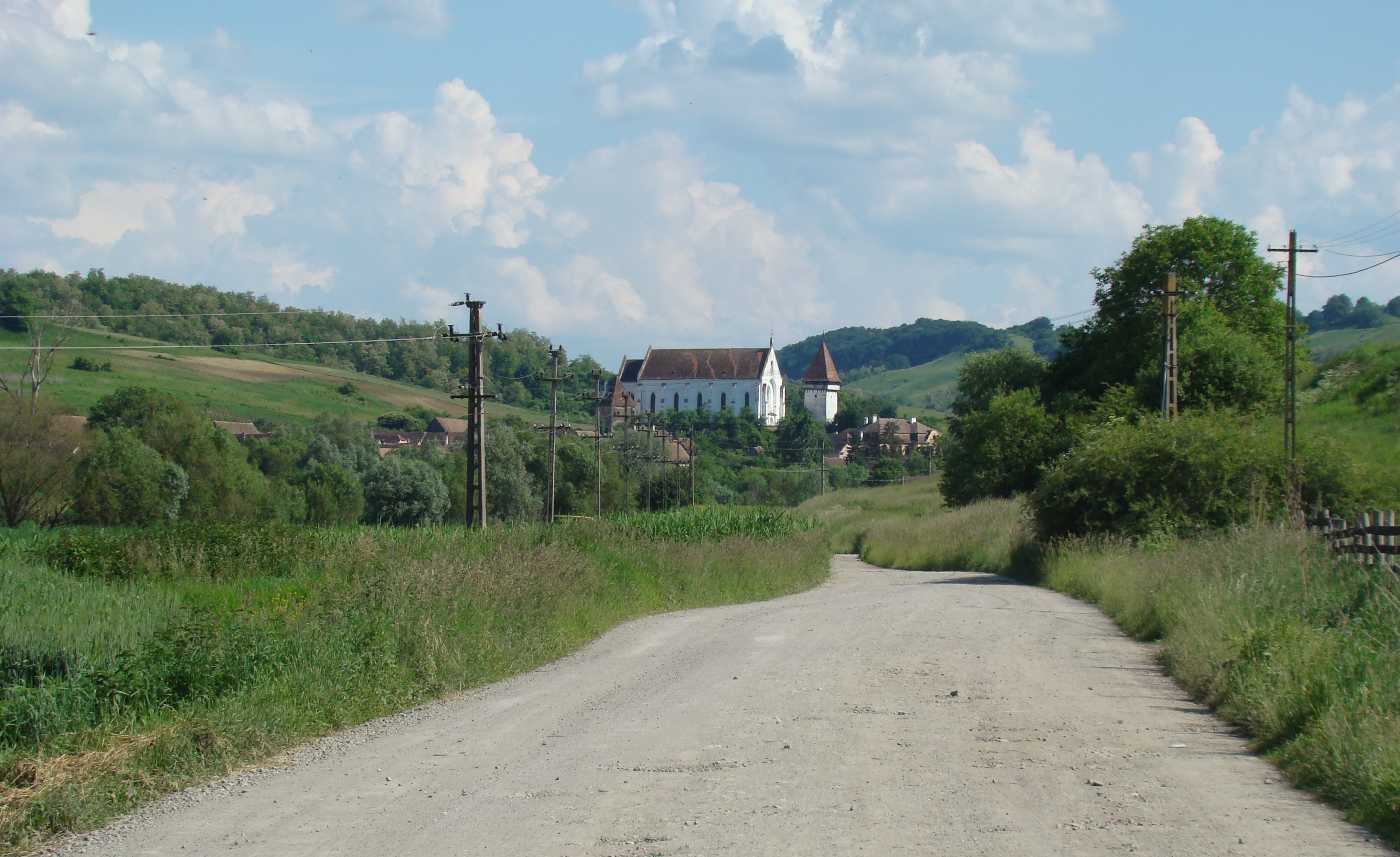
Drumul spre biserică